# Ringer-Europameisterschaften 1935
Die Ringer-Europameisterschaften 1935 fanden im April im griechisch-römischen Stil in Kopenhagen und im September im Freistil in Brüssel statt.

## Griechisch-römisch

### Ergebnisse
| Klasse | Gold             | Silber               | Bronze            |
| ------ | ---------------- | -------------------- | ----------------- |
| -56 kg | Herman Tuvesson  | Antonín Nič          | Esko Hjelt        |
| -61 kg | Sebastian Hering | Hermanni Pihlajamäki | Aage Meier        |
| -66 kg | Lauri Koskela    | Abraham Kurland      | Wolfgang Ehrl     |
| -72 kg | Rudolf Svedberg  | Fritz Schäfer        | Antti Mäki        |
| -79 kg | Ivar Johansson   | Josef Paar           | Bechir Bouazzat   |
| -87 kg | Axel Cadier      | Paul Böhmer          | August Neo        |
| +87 kg | Kurt Hornfischer | Hjalmar Nyström      | Alberts Zvejnieks |

### Medaillenspiegel
| Rang | Land             | Gold | Silber | Bronze |
| ---- | ---------------- | ---- | ------ | ------ |
| 1    | Schweden         | 4    | 0      | 0      |
| 2    | Deutsches Reich  | 2    | 3      | 1      |
| 3    | Finnland         | 1    | 2      | 2      |
| 4    | Dänemark         | 0    | 1      | 1      |
| 5    | Tschechoslowakei | 0    | 1      | 0      |
| 6    | Estland          | 0    | 0      | 1      |
|      | Frankreich       | 0    | 0      | 1      |
|      | Lettland         | 0    | 0      | 1      |

## Freistil

### Ergebnisse
| Klasse | Gold               | Silber               | Bronze           |
| ------ | ------------------ | -------------------- | ---------------- |
| -56 kg | Marcello Nizzola   | Márton Lőrincz       | Jakob Brendel    |
| -61 kg | Kustaa Pihlajamäki | Ferenc Tóth          | Adalberto Taucer |
| -66 kg | Károly Kárpáti     | Hermanni Pihlajamäki | Wolfgang Ehrl    |
| -72 kg | Stig Andersson     | Fritz Schäfer        | Willy Angst      |
| -79 kg | Ivar Johansson     | Eugen Angst          | Kálmán Sóvári    |
| -87 kg | Ede Virágh-Ebner   | Axel Cadier          | August Neo       |
| +87 kg | Karl Hegglin       | Kurt Hornfischer     | Nils Åkerlindh   |

### Medaillenspiegel
| Rang | Land               | Gold | Silber | Bronze |
| ---- | ------------------ | ---- | ------ | ------ |
| 1    | Ungarn             | 2    | 2      | 1      |
| 2    | Schweden           | 2    | 1      | 1      |
| 3    | Schweiz            | 1    | 1      | 1      |
| 4    | Finnland           | 1    | 1      | 0      |
| 5    | Königreich Italien | 1    | 0      | 1      |
| 6    | Deutsches Reich    | 0    | 2      | 2      |
| 7    | Estland            | 0    | 0      | 1      |